# Алашская милиция
Алашская милиция (каз. Алаш милициясы; آلاچ ميليتسياسى) — вооружённые силы Алаш-Орды, учреждённые на Втором всеказахском съезде 5 (18) декабря —  13  (26)  декабря  1917 года . Принимали участие в Гражданской войне в России.

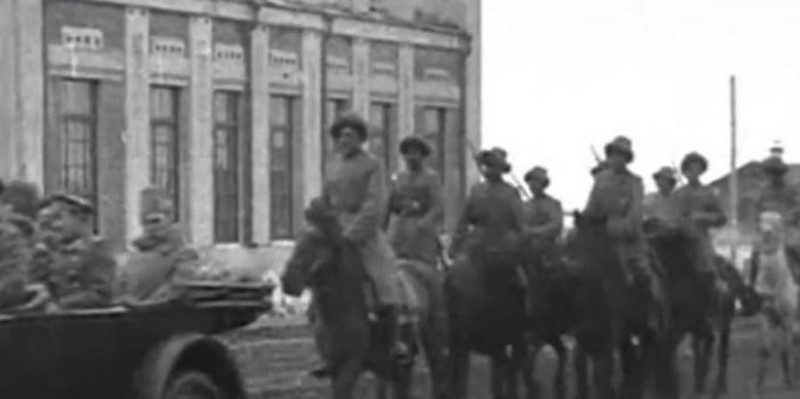
Казахи из конвоя Дутова, Семипалатинск, 1919 год

В основном состояла из кавалерийских полков, достигала до 5000 человек.

## История и состав
Проект о создании армии Алаш-Орды под названием «Алашская милиция» был подготовлен ещё на Втором всеказахском съезде (в оригинале — Общекиргизском съезде). Правительство планировало призвать в вооружённое силы новообразованного государства 13 500 человек. Из Букеевской губернии 1000 человек, из Тургайской — 3000, Уральской — 2000, Акмолинской — 4000, Семиреченской — 2000 и Семипалатинской — 1500 призывников в возрасте от 20 до 35 лет.
В июне 1918 года, после освобождения Казахстана алаш-ординцами и казаками, началась глобальная реализация плана по созданию милиции, при городском военном штабе Семипалатинска был сформирован мусульманский отдел, главой которого стал капитан РИА и участник Первой мировой войны Хамит Тохтамышев. В августе 1918 года был развёрнут алашский конный полк, а в декабре — ещё один.
В милицию призывали мужчин в возрасте от 20 до 35 лет, годных к службе. Обеспечивал милицию боеприпасами и оружием национальный фонд Алаш-Орды. Руководители западной части Алаш-Орды Жаханша и Халел Досмухамедовы от Комуча получили 1 пулемёт и 600 винтовок, Тургайская Алаш-Орда — 20 тысяч патронов и 300 винтовок. При помощи атамана Александра Дутова в Кустанайском и Иргизском уездах были сформированы 2 конных полка.
Полк созданный в августе насчитывал 750 солдат и 38 офицеров, Тохтамышев докладывал об организациях милиции в Зайсанском, Павлодарском, Усть-Каменогорске и Каркаралинском уездах, которые принимают участие в борьбе против Советской России на территории Казахстана.
Одной из особенностей военной организации алаш-ординцев было постоянное присутствие мирных жителей, известных как «запас кісі» (с каз. — «запасной человек»). Они не принимали участия в боевых действиях, но были вооружены длинными зубчатыми палками, называемыми «суйюк», которые создавали видимость наступления важной армии и отвлекали врага. Именно подвиги 120 таких всадников из близлежащих аулов принесли победу в бою с 350 красноармейцами у Саратовки и Антоновки.
В декабре 1919 года алашские силы перешли на сторону Красной армии, разгромив тылы русских войск и уничтожив штаб Илецкого казачьего корпуса.

### Комментарии
1. ↑  Отряд степных партизан прапорщика Коржева И.И.